# NGC 108
NGC 108 je galaksija u zviježđu Andromeda.

## Vanjske poveznice
- SEDS: NGC 0108